# 崔大卫
崔大卫（英語：David Choe，1976年4月21日—），是一位韩裔美国人物画家、壁画家、涂鸦艺术家和连环小说画家。 他的人物画多以欲望、堕落和喜悦为主题并以粗犷豪放的线条为特征。他形容自己的艺术风格为 "肮脏主义" 。从青年时期，他就开始了喷涂式街头涂鸦作品创作，其中最为人熟知的街头涂鸦作品是獠牙鲸 。在生活中，崔大卫一直保持着DVDASA (Double Vag Double Anal Sensitive Artist) 的生活方式, 并与阿萨·阿基拉一起主持一档娱乐博客节目。

## 作品
崔大卫的作品曾多次在城市文化娱乐项目中出现。例如，他曾为蕭恩·蔻利·卡特和联合公园乐队的多白金销量唱片《冲击理论》创作过专辑封面, 为电影《朱诺》和《玻璃屋》设计过一系列艺术作品。2005年, 他的粉丝之一——互联网企业家西恩·帕克 邀请他为脸书位于硅谷的第一个办公室，绘制一幅以性为主题的壁画 。由于对作品效果非常满意，2007年, 脸书首席执行官马克·扎克伯格又邀请他为脸书的下一家分公司创作一幅风格更为柔和的壁画 。尽管崔大卫认为脸书的商业模式是"可笑且无意义的"，作为一个习惯性赌徒， 他没有选择现金，而是选择了脸书股份作为壁画报酬。然而2010年脸书上市前夕，他的这些股份的市值就已经达到了200百万美元。这些壁画创作被他的两位朋友罗博·塞托和乔伊·托重新创作后呈现在了《社交网络》 这部电影中。在2008年的总统选举中, 崔大卫还曾为那时仍是参议员的奥巴马画过一幅肖像，这幅肖像画后来被用于草根街艺术活动，现在则被收藏陈列于白宫中。

## 生活
崔大卫生于1976年4月21日。他的父母都是韩国移民并在来到美国后成为了基督徒。他的童年在位于洛杉矶的韩国城 度过。青年时期, 崔大卫就通过《星际大战》、《特种部队》、《太空堡垒》和其他一些动画作品学习了基本的绘画技术。在青少年时期，由于他的自行车曾被他人盗窃，导致了他也曾有过商场偷窃和盗窃自行车的行为 。1990年，他受洛杉矶涂鸦艺术家万米尔及何歇的启发, 开始进行涂鸦创作。 他的第一幅涂鸦作品以圣经文本的约翰 11:35文本为主题, 画的是关于"耶稣哭泣"的场景。在他的作品中，他往往并不署名，而是画上一张脸、一个人物、卡通鲸鱼像或几句哲学语录来留下自己的印记 。16岁时, 他参与了1992 洛杉矶暴动。 暴乱期间，他父母的房产生意倒闭，整个家庭经济状况开始出现问题
高中辍学后，崔大卫在随后的两年中通过搭便车旅行和偷窃的方式游历了美国、欧洲、中东和非洲。21岁时，他回到洛杉矶并决定成为一名真正的艺术家，于是他开始计划接受一些正规的艺术训练。随后，他进入唯一一所接受他申请的艺术院校——位于奥克兰州的加州艺术学院就读，但在两年后再次辍学。 此后，他靠偷窃艺术设备、书籍和作品度日。 在因为盗窃涂鸦作品入狱的一个星期后，崔大卫搬回了洛杉矶与父母一起居住。他开始为包括《皮条客》、《雷铁》和《维思》在内的杂志进行插画创作与投稿。在这段时期内，他开始与亚洲流行文化杂志——《大机器人》长期合作，同时也开始将自己的作品寄往一些艺术展览馆，不过并没有得到多少积极回应。出于反叛的情绪，崔大卫把他的作品挂在了一家位于梅尔玫瑰大道嬉皮士人行街的一家名叫“双彩虹”的冰激凌店中进行展示。由于这些临时悬挂的作品大受欢迎，冰激凌店将他的画作挂于店内长达两年，每当有作品卖出后，崔大卫都会及时补上新的画作进行展览。
崔大卫希望成为一名漫画书作者。在1996年的一个晚上，他写了一本35页的关于性暴力问题的书，随后的几年，他为这本书补上了插画及绘图，并以《慢摇滚》命名这本图画集。 崔大卫最初影印了200份《慢摇滚》，并在1998年的圣迭戈国际漫画展中四处分发他的绘画书, 希望能引起出版商的兴趣。1999年， 他将他的绘画本提交给指针补助出版社，随后获得了5000美元的资助用以自费出版这本书。在二次扩印出版中，他的书发行了1000份，每本标价4美金。崔大卫最好的朋友——哈里·吉米在他小有名气后，开始用拍摄记录他生活和工作的片段。在这项纪录持续了10年后，吉米收集了崔大卫上千小时的日常生活素材，并最终将其剪辑成了一部纪录篇《肮脏的手：艺术家崔大卫的艺与罪》。
在2003年的后半年, 崔大卫来到了东京。在他到达东京的24小时内，他就因为言语不通而产生沟通问题，并殴打了一名安保人员。因此，他被逮捕并因暴力袭击行为而被判拘留3个月 。在拘留期间，他经历了孤独、焦虑的情绪，并在3个月内都没能接触到艺术素材。靠着监狱里的小纸片和一只笔，他画了600多幅人物画，描摹对象包括他的日本狱友 。他同时还靠着酱油、茶、血和尿液等“颜料”创作了一系列表现爱欲的作品 。三个月后，他刑满释放，但是被要求必须立刻离开日本并永远不准入境。
回到圣荷西后, 他接受了来自包括好莱坞明星海蒂· 弗勒斯及脸书创始人的壁画创作订单。 在圣荷西和旧金山举办了几次独立展览后，他应圣罗莎当代艺术博物馆的邀请，在2005年举办了一次独立展览。2007年，他在切尔西的乔纳森李维斯画廊举办了他在纽约的第一场个人展览——"伊顿园的园丁"。2008年, 他在英国伦敦和纽卡斯尔的雷泽瑞德斯画廊同时举办了他的英国首场个人展览—— "残忍的心" 。
在一系列名为“搭车”的网络视频中（这个系列长达三季），崔大卫和吉米纪录了他们搭顺风车和搭顺风火车的经历。在这趟旅途中，他们从洛杉矶到迈阿密，再到墨西哥的提华纳以及阿拉斯加，然后又穿越了中国的北京和深圳到达赌博之城澳门。这部影片的第四季正在筹备拍摄中，在这一季里，崔大卫将与吉米一起从旧金山前往纽约。
2013年, 崔大卫开始举办并主持线上的生活方式和娱乐博客节目，与他一起搭档主持的是成人电影演员阿萨 ·阿基拉，节目的名字叫DVDASA。

## 出版作品
- 慢摇滚, 自费出版, 1999
- 撞伤的水果: 崔大卫的艺术作品集, Drips Inc., 2002
- 草书, 大机器人, 2003
- 崔大卫, 编年史出版社, 2010. ISBN 0-8118-6953-9

## 其他媒体作品
- 搭车 网络纪录篇系列, VBS.TV (2007–2010)
- 我们是陌生人 (角色“雨”的配音),  M dot Strange制作的独立动画电影 (2007)
- 肮脏的双手：崔大卫的艺与罪, 电影纪录片 (2008)
- 维思, "萨沙·格雷的50度灰： 她是怎么堕落腐化的" (出演格雷的朋友) (2010)[29]
- 安东尼·波登：未知之旅, "韩国城，洛杉矶 " 第一季, 第2集 (2013)
- DVDASA 博客网络秀, 主持B-Trivia, 崔大卫和成人电影演员阿萨·阿基拉(2013)
- 维思, 第二季, 第3、6 和 11集 (2014)
- 曼達洛人, 第二季, 第1集 (2020)
- 怒嗆人生, 網飛 (2023)